# توني خيمينيز
توني خيمينيز (بالإسبانية: Toni Jiménez) هو لاعب كرة قدم إسباني، ولد في 12 أكتوبر 1970 في لا جارايجا في إسبانيا. شارك مع منتخب إسبانيا تحت 21 سنة لكرة القدم ومنتخب إسبانيا تحت 23 سنة لكرة القدم ومنتخب إسبانيا لكرة القدم ومنتخب كاتالونيا لكرة القدم. أما مع النوادي، فقد لعب مع أتلتيكو مدريد وإسبانيول ورايو فايكانو ونادي إلتشي ونادي برشلونة ج ونادي برشلونة.

## وصلات خارجية
- توني خيمينيز على موقع الاتحاد الدولي (مؤرشف)  (الإنجليزية)
- توني خيمينيز على موقع قاعدة بيانات كرة القدم.إي يو (الإنجليزية)
- توني خيمينيز على موقع ناشيونال فوتبول تيمز (الإنجليزية)
- توني خيمينيز على موقع Soccerbase.com (لاعب) (الإنجليزية)
- توني خيمينيز على موقع أوليمبيديا (الإنجليزية)